# 趙瑁
赵瑁，字君礼，河南宜阳人。政治人物。
洪武八年（1375年），由儒生獲重用，任河南府教授，提升广东琼州府知府，洪武十七年，官至禮部尚書、吏部尚書。一說牽扯到郭桓案，被誅殺。一說退休致仕歸鄉，死於家中。